# Porsche 936
Porsche 936 foi um carro de corrida introduzido em 1976 pela Porsche como um sucessor adiado, para o Porsche 908 e Porsche 917.
Foi construído para competir no Campeonato Mundial de carros esportes (WSC), bem como nas 24 Horas de Le Mans 1976 no âmbito do Group 6, que venceu as duas. Jacky Ickx e Gijs van Lennep ganharam a prova de Le Mans no chassi 002, enquanto o chassi 001 e 002 da Reinhold Joest e Jürgen Barth tiveram falhas no motor. O protótipo foi apelidado de irmão mais velho, pela equipe Martini já que o protótipo Porsche 935 competia ao seu lado, porém em uma classe diferente, conquistando inúmeras vitórias também. O topo, do Porsche 936 era alimentado por um refrigerado a ar, com um motor de 540 hp (403 kW) turbocompressor  flat-6 de 2140 cc, ou o equivalente a 3000 cc. O chassi foi baseado no 917, com muitas das peças deste também. 
De 1976 a 1981, a fábrica entrou com Porsche 936, vencendo as 24 Horas de Le Mans por três vezes com Jacky Ickx (76, 77, 81), sendo que cada um dos três chassis originais ganharam uma vez. Em 1978, os dois chassis anteriormente vencedores, que tinha sido atualizados para 1977, ficaram em segundo e terceiro lugar, atrás da Renault. A Porsche não pretendia vender o 936 para os clientes, que querism eles, em vez de usar o 935 (que ocupara os quatro primeiros lugares em Le Mans em 1979), e as 908 antigos que ainda estavam ao redor, atualizado para motores turbo. Em 1979, a equipe Essex deu entrada na competição com dois 936, porém a competição foi um fracasso, batendo um dos carros em Silverstone.
O sucessor do 936 ou Porsche 956 foi introduzido em 1982, depois que o motor de 2650 cc novo projetado para Indycar foi testado em 1981. Desde 1982 o protótipo 936 veio sendo descontinuado dando lugar ao 956.